# Pulau Parang
Pulau Parang är en ö i Indonesien.   Den ligger i provinsen Moluckerna, i den östra delen av landet, 2 700 km öster om huvudstaden Jakarta. Arean är 12,2 kvadratkilometer.
Terrängen på Pulau Parang är platt. Öns högsta punkt är 108 meter över havet. Den sträcker sig 4,1 kilometer i nord-sydlig riktning, och 4,5 kilometer i öst-västlig riktning.